# Kaplaneikirche Kronburg

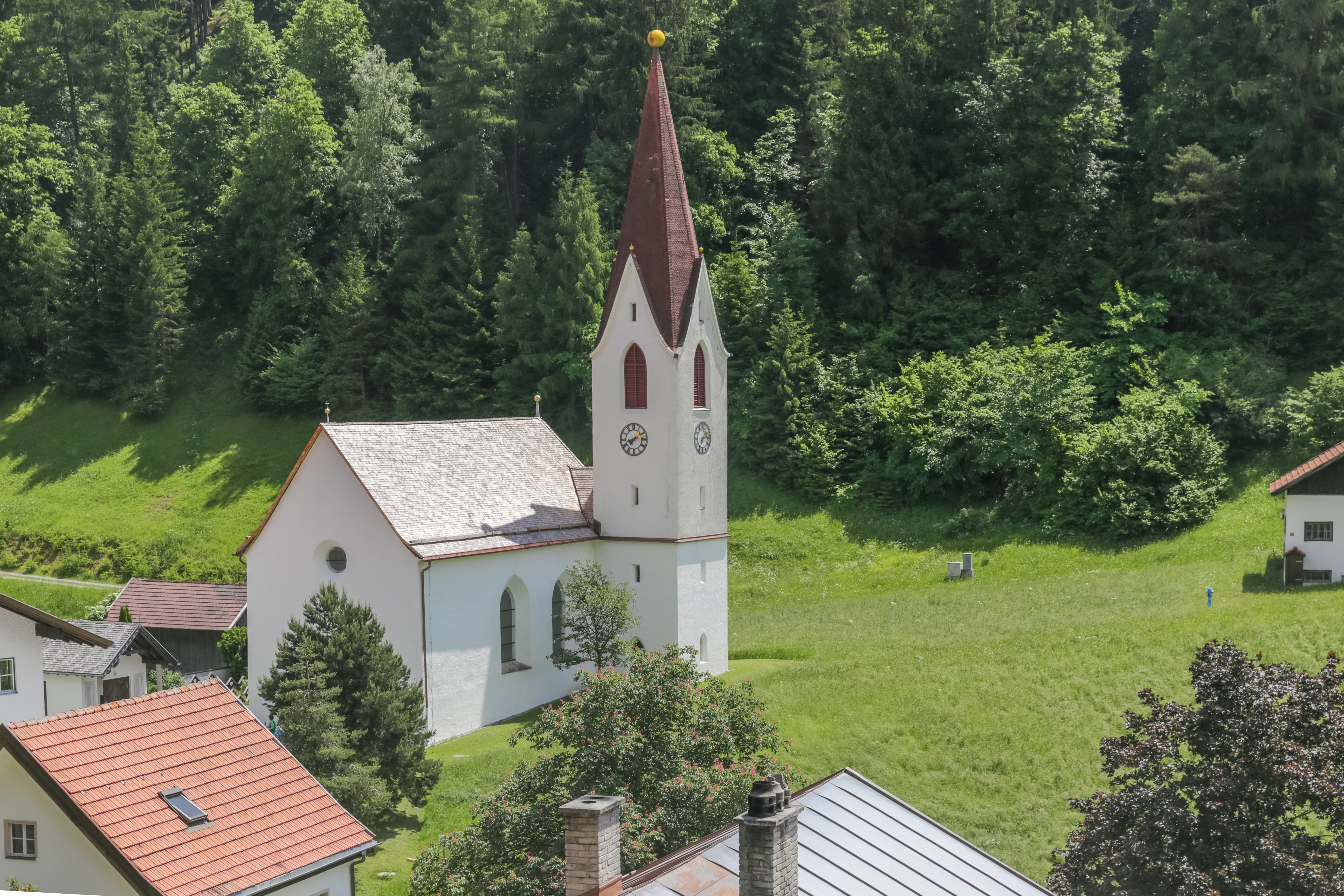
Katholische Kaplaneikirche Mariahilf in Kronburg

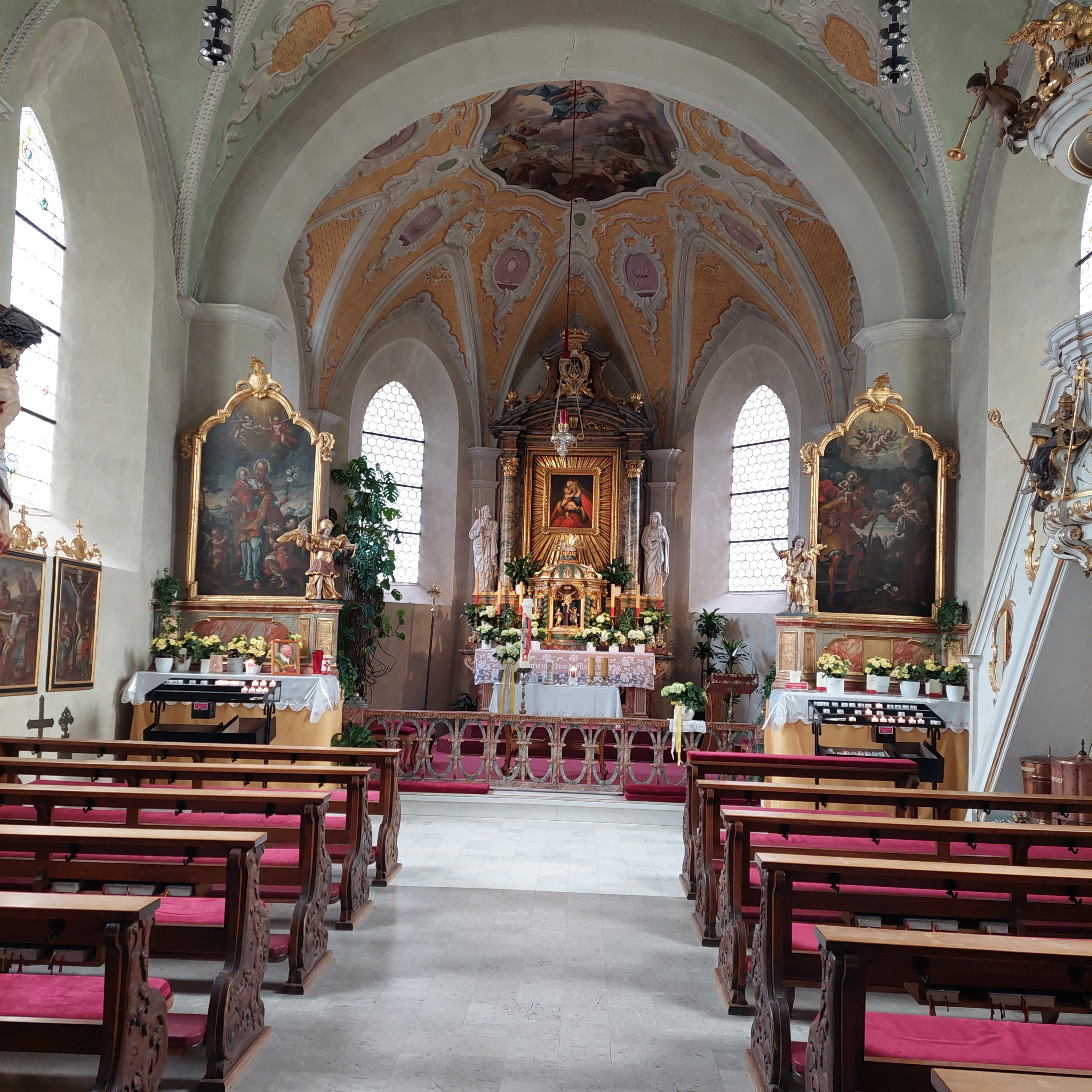
Blick zum Hochaltar der Kaplaneikirche

Die Kaplaneikirche Kronburg steht im Weiler Kronburg in der Gemeinde Zams im Bezirk Landeck im Bundesland Tirol. Die auf das Fest Mariahilf geweihte römisch-katholische Kaplaneikirche gehört zum Dekanat Zams in der Diözese Innsbruck. Die Kirche steht unter Denkmalschutz (Listeneintrag).

## Geschichte
Urkundlich wurde 1673 eine Kapelle erbaut. 1711/1714 erfolgte ein Neubau der 1718 geweiht wurde. 1912 wurde der Turm angebaut. 1959 war eine Restaurierung.

## Architektur
Die Kirche bildet mit dem Widum, einem Kloster, einem Mesnerhaus und einem Gasthaus ein Bauensemble aus einer Sattelhöhe südlich des steil aufragenden Felsens der Burg Kronburg.
An das dreijochige Langhaus schließt ein Chor mit einem Fünfachtelschluss an.
Das Kircheninnere zeigt ein Langhaus unter einem Stichkappentonnengewölbe über Pilastern mit Kämpfergesimsen. Der rundbogige Triumphbogen ist abgefast. Stuckbänder als Blattstab zieren die Gewölbegrate im Langhaus.
Die Gewölbemalerei schuf der Maler Josef Jais in der Mitte des 18. Jahrhunderts mit Darstellungen Josef und Antonius von Padua als Fürbitter der Kranken vor Maria mit Kind, Mariä Vermählung, Mariä Heimsuchung, Wunderbare Heilung des Andreas Lechleitner.

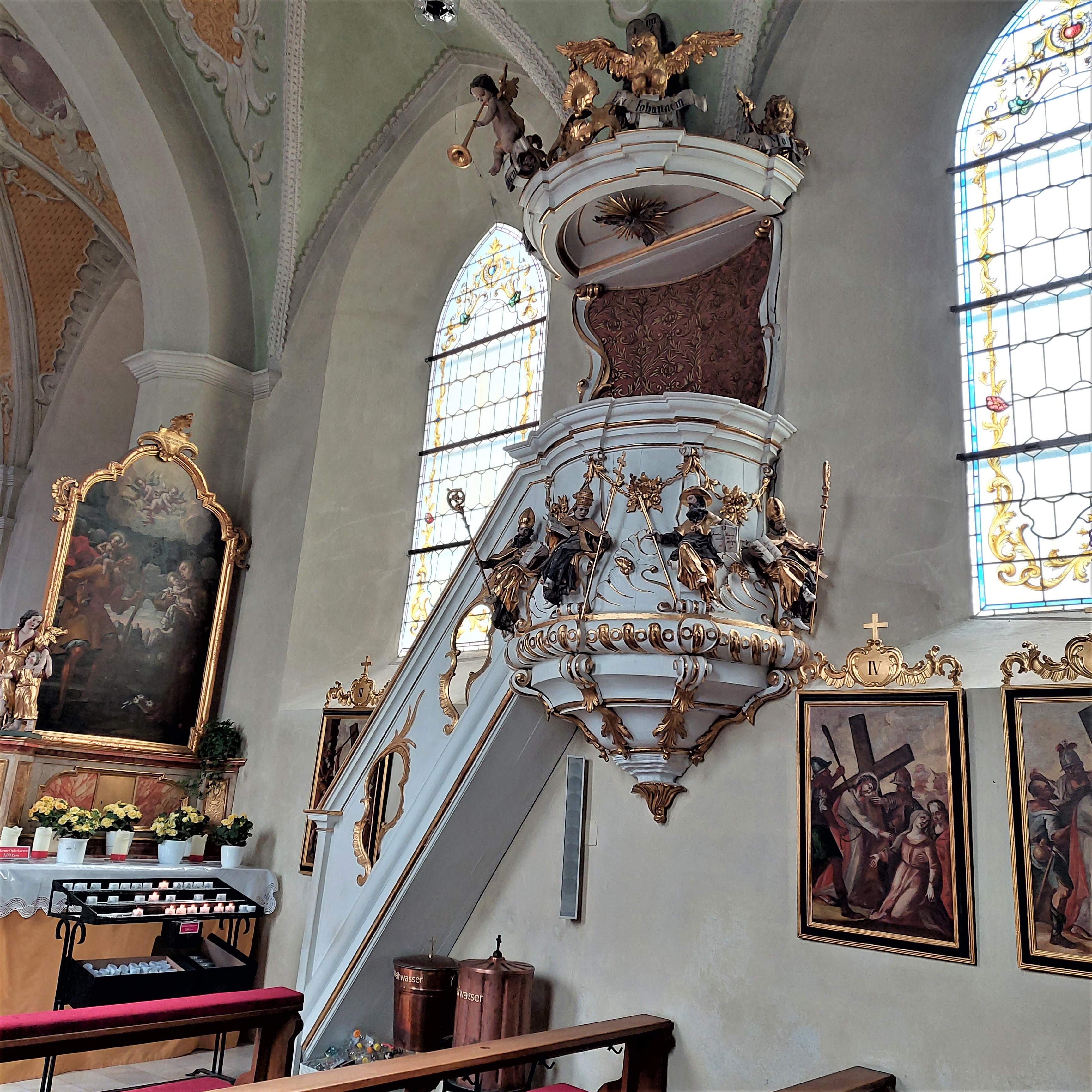
Barocke Kanzel der Kaplaneikirche

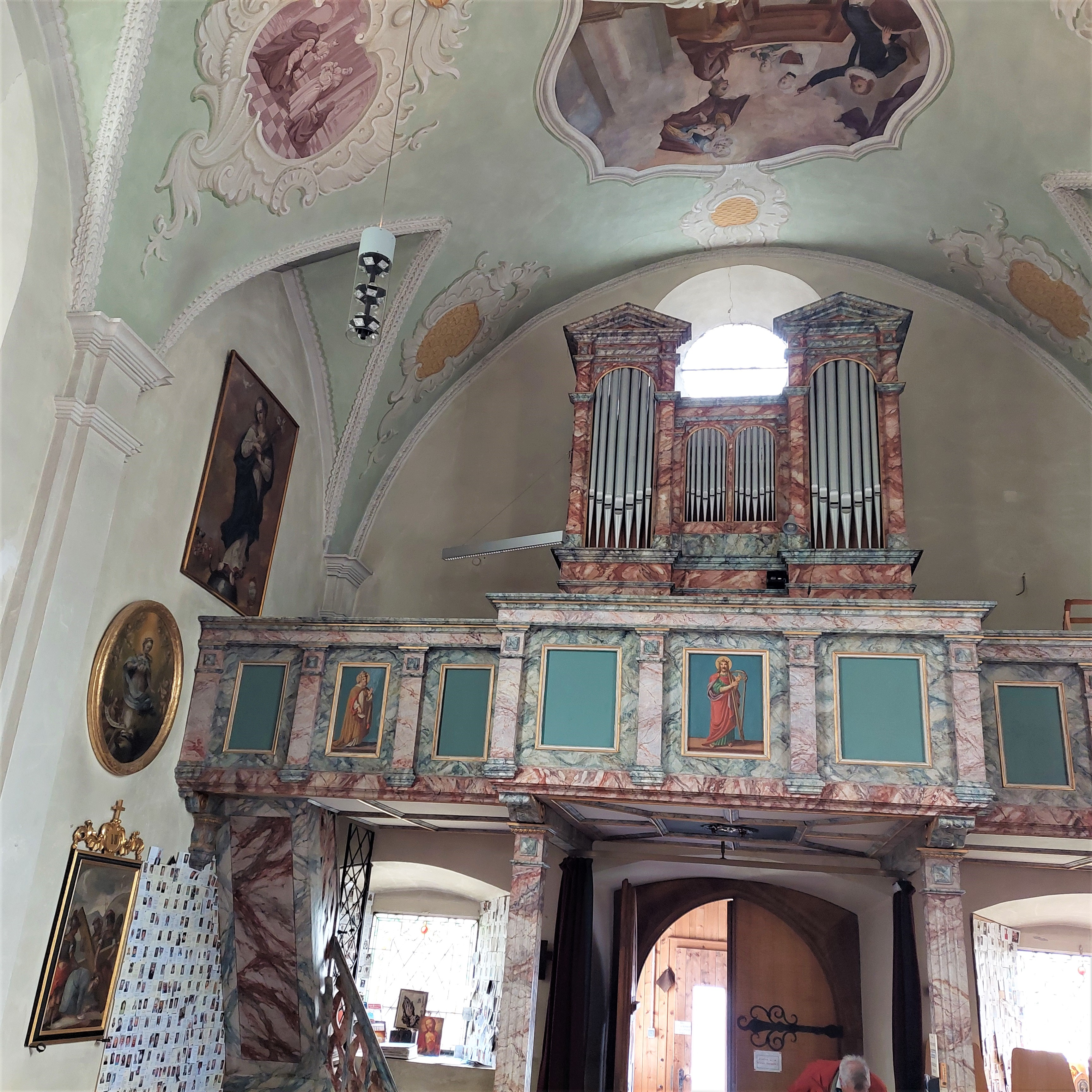
Orgelprospekt

## Ausstattung
Der klassizistische Hochaltar entstand urkundlich 1881 nach einem Entwurf von Michael Sulz, er zeigt das Altarbild Mariahilf, und trägt die Statuen Josef und Anna. Der barocke Tabernakel mit einer Kreuzigungsgruppe und den Statuetten Peter und Paul entstand um 1700.
Die Seitenaltäre zeigen barocke Altarbilder, links Josef, und rechts Christophorus und Antonius von Padua, laut Inschrift 1717 von Christoph Störzinger gestiftet. Es gibt zahlreiche Votivbilder aus dem 18. und 19. Jahrhundert.
Die Orgel bauten die Gebrüder Mayer 1893.